# Phare de Rauðanes
Le phare de Rauðanes est un phare d'Islande. Il est situé sur la côte nord du Borgarfjörður, dans la région de Vesturland.